# Hongtang (köpinghuvudort i Kina, Jiangxi Sheng, lat 27,90, long 114,29)
Hongtang är en köpinghuvudort i Kina. Den ligger i provinsen Jiangxi, i den sydöstra delen av landet, omkring 180 kilometer sydväst om provinshuvudstaden Nanchang. Antalet invånare är 45 856. Befolkningen består av 21 329 kvinnor och 24 527 män. Barn under 15 år utgör 24,0 %, vuxna 15-64 år 67 %, och äldre över 65 år 8,0 %.
Runt Hongtang är det tätbefolkat, med 343 invånare per kvadratkilometer. Närmaste större samhälle är Yichunshi, 15,3 km sydost om Hongtang. Trakten runt Hongtang består till största delen av jordbruksmark.
Genomsnittlig årsnederbörd är 2 270 millimeter. Den regnigaste månaden är maj, med i genomsnitt 375 mm nederbörd, och den torraste är oktober, med 33 mm nederbörd.